# Liste der Wappen im Landkreis Lichtenfels
Die Liste der Wappen im Landkreis Lichtenfels zeigt die Wappen der Gemeinden im bayerischen Landkreis Lichtenfels.

## Landkreis Lichtenfels

Landkreis Lichtenfels Gespalten von Blau und Gold; vorne über goldenem Reichsapfel eine goldene Kaiserkrone mit rotem Innenfutter; hinten ein mit einer silbernen Schrägleiste überdeckter, rot bewehrter, schwarzer Löwe.
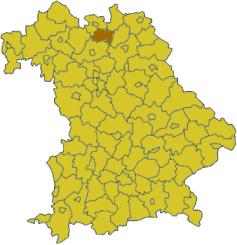
Lage des Landkreises Lichtenfels in Bayern
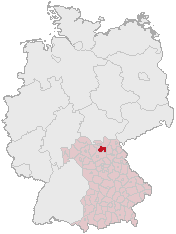
Lage des Landkreises Lichtenfels in Deutschland

## Wappen der Städte, Märkte und Gemeinden

Gemeinde Altenkunstadt Gespalten; vorne in Silber zwei blaue Balken, belegt mit rotem Schräglinksfluss; hinten in Blau ein goldener Kelch, aus dem ein goldener Abtsstab wächst.
Stadt Bad Staffelstein In Blau auf golden gezäumtem silbernem Ross über einen vierstaffeligen goldenen Steinberg linkshin springend ein golden gerüsteter Ritter mit silbernem Schild und silberner Speerfahne, darauf je ein durchgehendes rotes Kreuz.
Stadt Burgkunstadt In Blau über einer silbernen Zinnenmauer mit offenem Tor ein rot bedachter silberner Zinnenturm, beiderseits je ein silbernes Haus mit rotem Dach.
Markt Ebensfeld In Silber auf rotem Feld mit goldenen Furchen stehend ein blau gekleideter Bauer mit schwarzem Spitzhut, der aus einem silbernen Sätuch goldene Körner streut; rechts oben übereinander drei her fliegende schwarze Vögel.
Gemeinde Hochstadt a.Main In Blau ein goldener Kelch, aus dem ein goldener Abtsstab wächst, darüber eine durchgehende, dreibogige, gemauerte silberne Brücke.
Stadt Lichtenfels In Blau unter einem schreitenden herschauenden goldenen Löwen auf dreiteiligem silbernem Felsen stehend zwei goldene Leuchter mit brennenden Kerzen.
Markt Marktgraitz In Rot auf grünem Boden eine silberne Zinnenmauer mit Tor, dahinter aufragend eine silberne Kirche in Seitenansicht mit roten Dächern, deren Turm mit Erkern besetzt ist.
Markt Marktzeuln In Silber eine auf einem waagrechten grünen Zweig sitzende schwarze Eule.
Gemeinde Michelau i.OFr. In Silber eine geflochtene und geschlossene schwarze Fischreuse.
Gemeinde Redwitz a.d.Rodach Unter schwarzem Zinnenschildhaupt in Gold über zwei schräg gekreuzten schwarzen Schraubenschlüsseln ein Schild, darin in Blau drei silberne Balken, überdeckt von einem roten Schrägwellenbalken.
Stadt Weismain In Gold ein mit einer silbernen Schrägleiste überdeckter, rot bewehrter schwarzer Löwe, der oben von einem waagrechten, beiderseits von je einem aufrechten blauen Fisch begleitet ist.

## Ehemalige Gemeinden mit eigenem Wappen

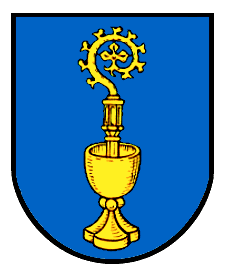
Gemeinde Klosterlangheim In Blau ein goldener Kelch mit daraus wachsendem, linksgewendetem goldenen Abtsstab.

- Gemeinde
Klosterlangheim
In Blau ein goldener Kelch mit daraus wachsendem, linksgewendetem goldenen Abtsstab.[1]